# Biographie
Pour les articles homonymes, voir Biographie (homonymie).
Une biographie  (ou, en abrégé, une bio), du grec ancien βιογραφία / biographía (de βίος / bíos, « vie » et γράφω / gráphô, « écrire »), est un écrit qui a pour objet l'histoire d'une vie particulière ou d'un événement dans la vie du protagoniste ou d'une personne célèbre. Elle peut être écrite par la personne elle-même, auquel cas on parle de préférence d'autobiographie, ou par une autre personne.

## Fonctions pour l'auteur
De nombreux facteurs ou une personne peuvent pousser un auteur à rédiger une biographie : par exemple, le souhait d'apporter sa propre interprétation à un parcours, la volonté d'affirmer son intérêt pour celui dont on fait la biographie, la volonté de lutter contre l'oubli ou la tentation de s'ériger en gardien de la mémoire tout en laissant un témoignage historique.
Le genre biographique existe depuis l'Antiquité (le IVe siècle av. J.-C., en Grèce), mais le terme biographie n'existe que depuis le XVIIe siècle.
« Si l'on examine l'ensemble des biographies publiées depuis les origines de l'imprimerie jusqu'au milieu du XXe siècle, on ne compte guère plus de 150 noms d'artistes sur 25000 noms de personnalités ayant fait l'objet d'une monographie ».
Dans l'Égypte ancienne, la biographie existe sous forme de nécrologies inscrites sur les stèles, où se trouve l'identité et les actions et réalisations du défunt.
Dans l'Antiquité gréco-romaine on trouve des biographies d'hommes illustres pour qu'ils servent d'exemple, de modèle pour faire l'éloge des qualités, montrer les vertus utiles pour la collectivité.
Au Moyen Âge, on trouve des hagiographies (vie exemplaire d'un saint ou d'une sainte).
Les biographies d'artistes ne sont apparues que très tardivement, comme en fait foi l'ouvrage de Eduard Maria Oettinger :

### Biographie et médias modernes
Depuis quelques décennies déjà, de nombreux documentaires retracent, au cinéma ou à la télévision, la vie d'une personnalité. La voix off propose, en général, un récit du même type que celui d'une biographie écrite, accompagné d'images d'archives, de documentations visuelles et sonores. La biographie peut également prendre la forme d'une fiction. Au cinéma, on parle alors de biopic.
Depuis la fin du XXe siècle, le média vidéo, en permettant au plus grand nombre d'accéder au support audiovisuel, renouvelle la forme autobiographique. La forme sonore est également utilisée par des particuliers ; à leur demande, ceux-ci contactent des biographes utilisant la mémoire orale pour constituer l'écriture sonore d'un récit de vie : ce sont des biographies sonores : une voix et des souvenirs enregistrés puis restitués après montage et réalisation sonore.

### Démocratisation du fait biographique
Aujourd'hui, il semble que chacun, célèbre ou non, souhaite laisser une trace : en témoigne le développement d'entreprises spécialisées, proposant aux particuliers de réaliser leur propre biographie, pour conserver la mémoire de leur vie, dans un but privé ou public. Il s'agit de « films de vie » ou « biographies filmées » ou encore de récits de vie écrits par des écrivains publics, prête-plumes, conseils en écriture ou biographes,.
L’impartialité, la véracité même du récit n’ont plus ici aucune importance : son personnage souhaite voir transcrit le recueil de sa seule parole, donc la vision subjective et personnelle de son histoire. Cette prétention à la subjectivité se retrouve aussi dans la biographie romancée, ou exofiction, en vogue en France depuis 2015.

### Types de biographie
- Biographie historique, où la vie de l'individu est mise en rapport avec les grands événements et le contexte global (Le Monde retrouvé de Louis-François Pinagot par Alain Corbin, Histoire des grands-parents que je n'ai pas eus, par Ivan Jablonka) ;
- Biographie factuelle, où il n'y a qu'un récit d'événements et une analyse, par l'auteur, de la vie et de l'œuvre du personnage dont il rapporte la vie. (Romain Gary, le caméléon de Myriam Anissimov) ;
- Biographie romancée, où des événements réels sont mis en reliefs par une reconstitution sous forme de récit. (Napoléon de Max Gallo).

### Répertoires de biographies
- (en) Répertoire mondial avec des biographies par pays en français et toutes les langues